# 安代町
安代町（あしろちょう）は、かつて岩手県におかれていた町である。2005年（平成17年）9月1日に、岩手郡西根町・松尾村と合併し、八幡平市となった。

## 概要
町制施行当時は二戸郡だったが、2002年から廃止時点（2005年）までは岩手郡だった。
リンドウの生産に力を入れ、その生産量は日本一である。安比高原スキー場、田山スキー場、安比温泉を中心として、観光レジャー施設も充実する。キャッチフレーズは、「花とスキーと温泉の町」であった。

## 歴史

### 沿革
- 1889年（明治22年）4月1日 - 町村制が施行される。
  - 荒屋村と浅沢村が合併し、二戸郡荒沢村が成立。
  - 田山村が単独で村制施行し、二戸郡田山村が成立。
- 1956年（昭和31年）9月30日 - 荒沢村と田山村が合併し、二戸郡安代町となる。
- 2002年（平成14年）4月1日 - 郡の所属が変更となり、岩手郡安代町となる。
- 2005年（平成17年）9月1日 - 安代町と岩手郡西根町、同郡松尾村が合併し、八幡平市安代地区となる[1]。

## 行政
- 最後の町長：米川次郎（よねかわ じろう・2003年4月30日就任）

## 教育

### 中学校
- 安代町立安代中学校

### 小学校
- 安代町立安代小学校 - 2003年に荒沢地区内の5校（荒屋・五日市・浅沢・畑・細野）を統合して誕生[2]。
- 安代町立田山小学校

## 交通

### 鉄道
- 東日本旅客鉄道（JR東日本）
  - 花輪線：赤坂田駅 - 小屋の畑駅 - 荒屋新町駅 - 横間駅 - 田山駅 - 兄畑駅

※安比高原駅は松尾地区に所在するが、利用者は安代細野地区の方が占める。

### バス
- JRバス東北
  - 二戸線
    - 荒屋新町駅 - 浄法寺 - 二戸駅

  - すーぱー湯〜遊
    - 盛岡駅 - 安代 - 荒屋新町駅 - 浄法寺 - 二戸駅
- 秋北バス
  - 盛岡大館線（みちのく号）
    - 盛岡駅 - 安代 - 大館駅

  - 仙台大館線
    - 仙台駅 - 安代 - 大館駅

  - 池袋能代線（ジュピター号）
    - 池袋駅 - 安代 - 能代営業所

### タクシー
- 安代観光タクシー
- 田山タクシー

### 道路
- 高速自動車国道
  - 東北自動車道：畑PA - 安代JCT - 安代IC - 田山PA
  - 八戸自動車道：安代JCT
- 一般国道
  - 国道282号
- 主要地方道
  - 岩手県道6号二戸安代線
  - 岩手県道30号葛巻安代線
- 一般県道
  - 岩手県道126号田山停車場線
  - 岩手県道127号荒屋新町停車場線
  - 岩手県道・秋田県道195号田山花輪線

## 名所・観光地

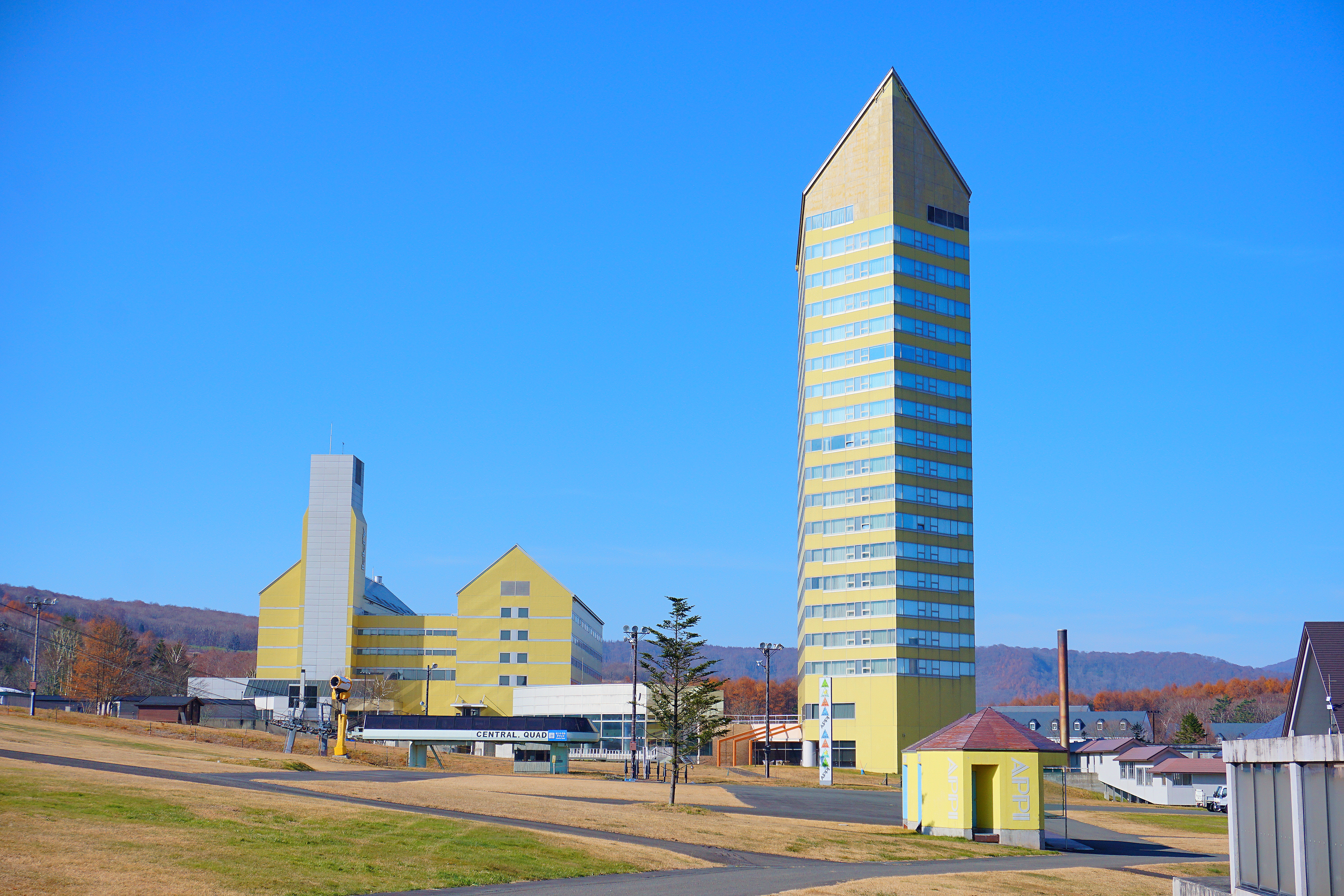
ホテル安比グランド（2022年11月）

- 安比温泉
- 不動の滝（日本の滝百選）
- 安比高原

## 郡の移管
この地域は東に流れる安比川最上流に位置し、安比川流域一帯は二戸郡に含まれていた。しかし、近代に国鉄/JR花輪線・国道282号線・東北自動車道など山を越えて南北に走る交通路が整備されると、安代町は南の岩手郡西根町・松尾村、さらにはその南の盛岡都市圏の生活圏に属するようになった。
そのため2002年4月1日、安代町は二戸郡から岩手郡へと移った。これにより、選挙区も岩手郡と共通となった。
しかしわずか3年後の2005年9月1日、安代町・西根町・松尾村は合併して八幡平市となり、岩手郡から離脱した。

## 出身人物
- 沢田知可子 - シンガーソングライター
- 三ヶ田礼一 - 1992年アルベールビルオリンピックスキーノルディック複合団体金メダル
- 永井秀昭 - 2022年北京オリンピックスキーノルディック複合団体銅メダル